# チョイル
チョイル（モンゴル語: Чойр）は、モンゴル国の都市。ゴビスンベル県の県都、ならびにスンベル郡の中心地である。

## 人口
2002年の市の総人口は7588人（ほか郊外に9207人）で、1979年の4500人に比べ増加している。2006年末の推計では7998人であった。

## 地理
チョイルは全長150km、幅10 - 20km のチョイル低地に位置し、周辺地域よりも500mほど標高が低い。市内の標高は1269mである。

## 交通
モンゴル縦貫鉄道の駅があり、ウランバートル南東250km地点に位置する。
アジア開発銀行がモンゴル南北縦貫道の総仕上げとして、ここから中国国境までの430kmの舗装路を計画している。

## 歴史
ソビエト連邦時代、チョイルは軍事基地であった。1989年にソ連の対空ミサイル部隊が撤退。市街の北25kmに位置するモンゴル最長の滑走路も閉鎖され、当時の遺物と化している。1992年の憲法で、軍営は県の支配権のおよぶ所となった。モンゴル人初の宇宙飛行士・ジェクテルデミット・グラグチャを記念する像が駅の近くにある。

## 経済
チョイルは企業誘致地区を宣言しており、ダルハン・エルデネトと並ぶ国内の三自治都市のひとつである
。460名を収容する刑務所がある。

## 脚注

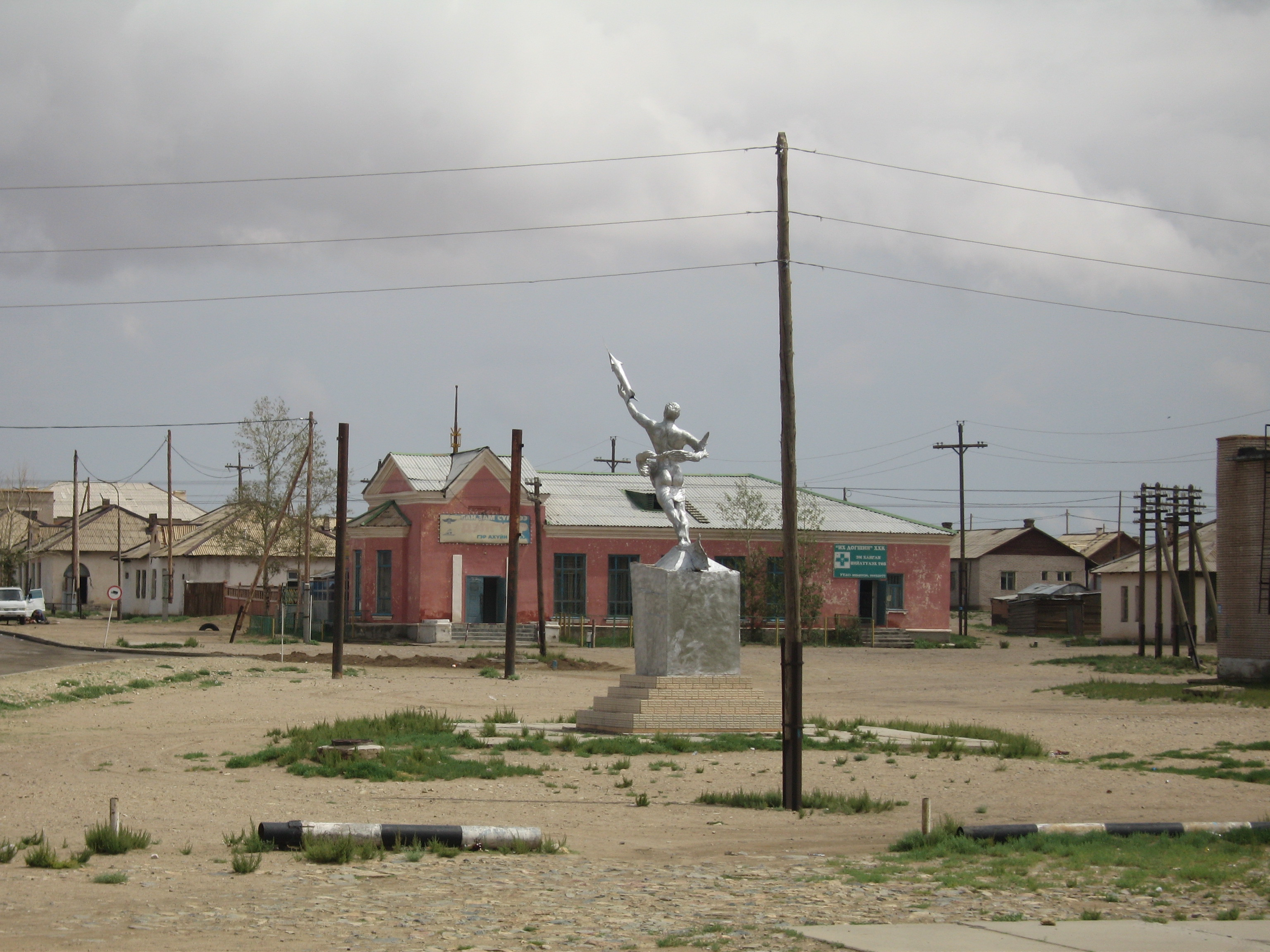
チョイル市街